# Zetorchestes reticulatus
Zetorchestes reticulatus är en kvalsterart som beskrevs av Karppinen och Poltavskaja 1990. Zetorchestes reticulatus ingår i släktet Zetorchestes och familjen Zetorchestidae. Inga underarter finns listade i Catalogue of Life.